# Синчел (Харгіта)
Синчел (рум. Sâncel) — село у повіті Харгіта в Румунії. Входить до складу комуни Лупень.
Село розташоване на відстані 234 км на північ від Бухареста, 40 км на захід від М'єркуря-Чука, 134 км на схід від Клуж-Напоки, 93 км на північ від Брашова.

## Населення
За даними перепису населення 2002 року у селі проживали 15 осіб, усі — угорці. Усі жителі села рідною мовою назвали угорську.